# 東京都道414号四谷角筈線

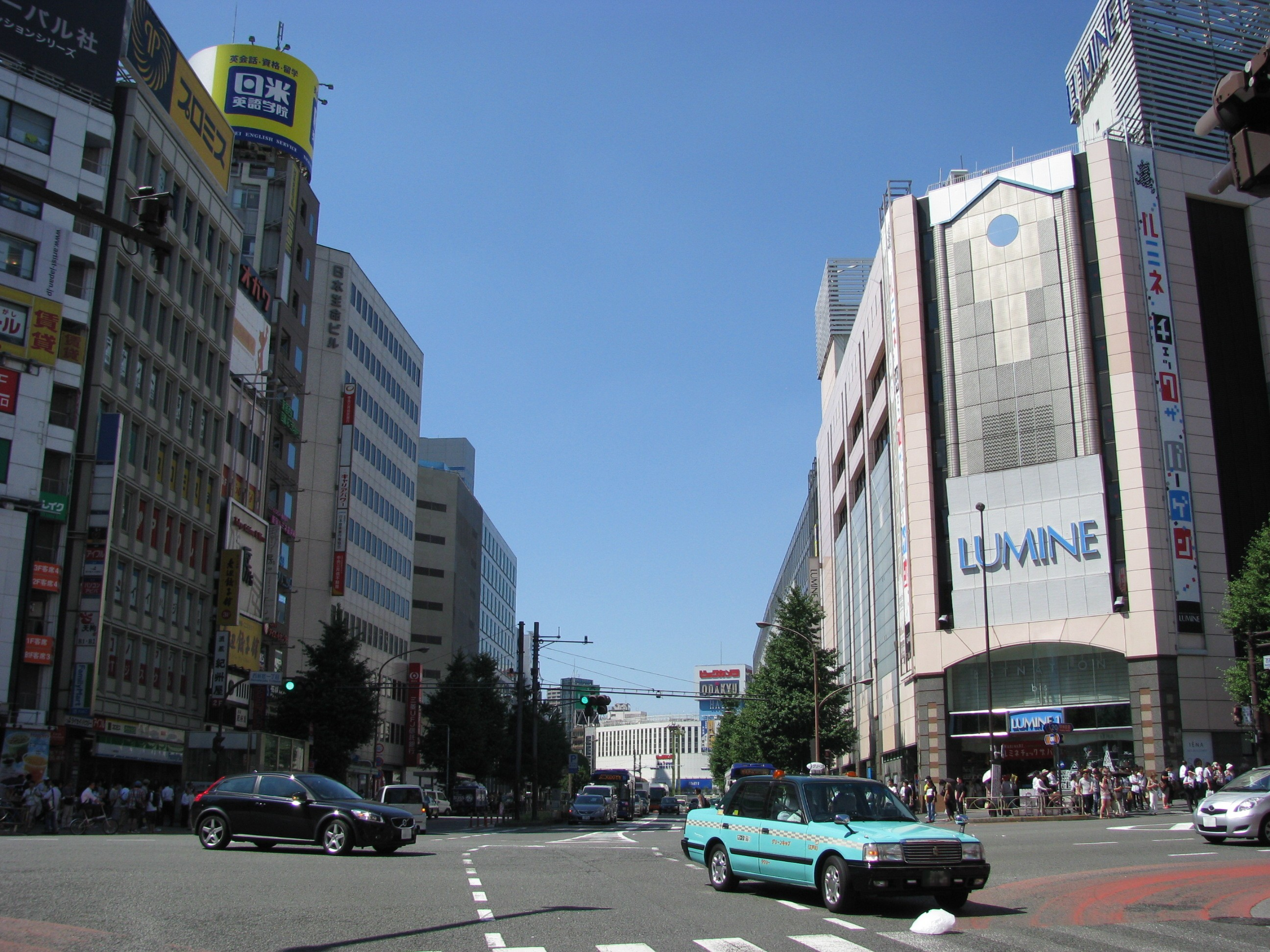
新宿区西新宿付近

東京都道414号四谷角筈線（とうきょうとどう414ごう よつやつのはずせん）は、東京都特例都道である。
新宿区四谷と西新宿を神宮外苑経由で結ぶ。JR中央線付近を通過し、国道20号を南側に迂回する形状になっている。路線名の角筈は、終点である西新宿地域の旧町名。神宮外苑を通過する部分が環状になっており、支線が青山2丁目交差点で国道246号に接続する。

## 路線データ
- 実延長：5,908m[1]
- 起点：四谷中学校前交差点[2]（新宿区）
- 終点：新宿大ガード西交差点（新宿区）

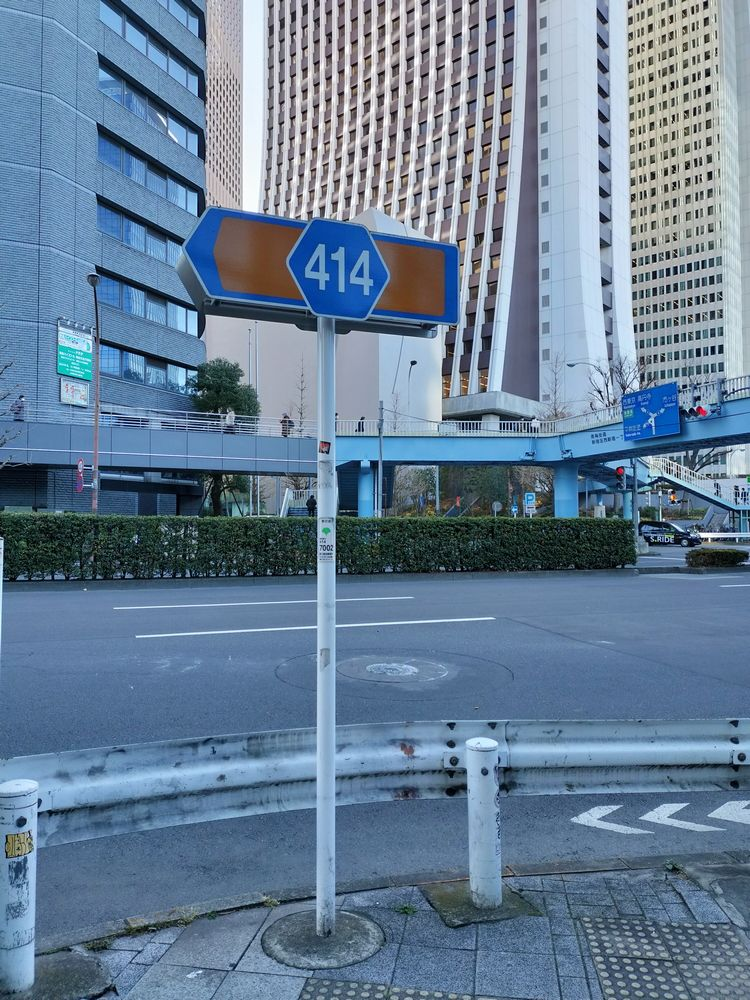
終点を示す標識

## 通過する自治体
- 東京都
  - 新宿区 - 港区 - 渋谷区 - 新宿区

## 通称
通称はほとんど存在しない。赤坂御用地の裏の区間を安鎮坂と呼ぶ者もいるが、あまり広く周知された名前ではない。

## 接続する主な道路
交差する道路の特記がないものは区道。
| 交差する道路                                              | 交差する道路                                              | 交差点名 | 交差点名                           |
| --------------------------------------------------------- | --------------------------------------------------------- | -------- | ---------------------------------- |
| 東京都道405号外濠環状線（外堀通り） 飯田橋・市ヶ谷方面    |                                                           |          |                                    |
| 東京都道405号外濠環状線（外堀通り）                       | 東京都道405号外濠環状線（外堀通り）                       | 新宿区   | 四谷中学校前 若葉東 学習院初等科前 |
| 東京都道319号環状三号線（外苑東通り）                     | 東京都道319号環状三号線（外苑東通り）                     | 港区     | 権田原                             |
| 東京都道418号北品川四谷線（外苑西通り） 首都高速4号新宿線 | 東京都道418号北品川四谷線（外苑西通り） 首都高速4号新宿線 | 渋谷区   | 外苑橋 外苑出入口                  |
| 東京都道305号芝新宿王子線（明治通り）                     | 東京都道305号芝新宿王子線（明治通り）                     | 渋谷区   | 北参道                             |
| - （屈折）                                                | （明治神宮北参道）                                        | 渋谷区   | 北参道入口                         |
|                                                           |                                                           | 渋谷区   | 代々木駅                           |
| 国道20号（甲州街道）                                      | 国道20号（甲州街道）                                      | 新宿区   | 西新宿1丁目                        |
| 東京都道新宿副都心四号線                                  | 東京都道新宿副都心四号線                                  | 新宿区   | （新宿西口ロータリー）             |
| 東京都道4号東京所沢線（青梅街道） 東京都道5号新宿青梅線   | 東京都道4号東京所沢線（青梅街道） 東京都道5号新宿青梅線   | 新宿区   | 新宿大ガード西                     |
| （小滝橋通り） 高田馬場・北新宿方面                       |                                                           |          |                                    |

### 支線
- 学習院初等科前交差点 - 若葉東（東京都道405号外濠環状線交点）　迎賓館赤坂離宮正門前、若葉東公園の東西園路部分。若葉東交差点近くに0.3キロポストが設置されている。なお、若葉東公園の南北の園路は東京都道405号外濠環状線の支線である。
- 神宮外苑環状部南 - 青山2丁目交差点（国道246号交点）
  - イチョウ並木となっている。
- 首都高速4号新宿線外苑出入口 - 信濃町駅前交差点（東京都道319号環状三号線交点）
- 新宿駅西口バスターミナル

## 交通量
24時間自動車類交通量（台/日）
- 渋谷区千駄ヶ谷1-15：10,657
- 渋谷区代々木2-9-5：8,457
- 新宿区霞ヶ丘町3：9,102
- 新宿区霞ヶ丘町1：10,454

## ギャラリー

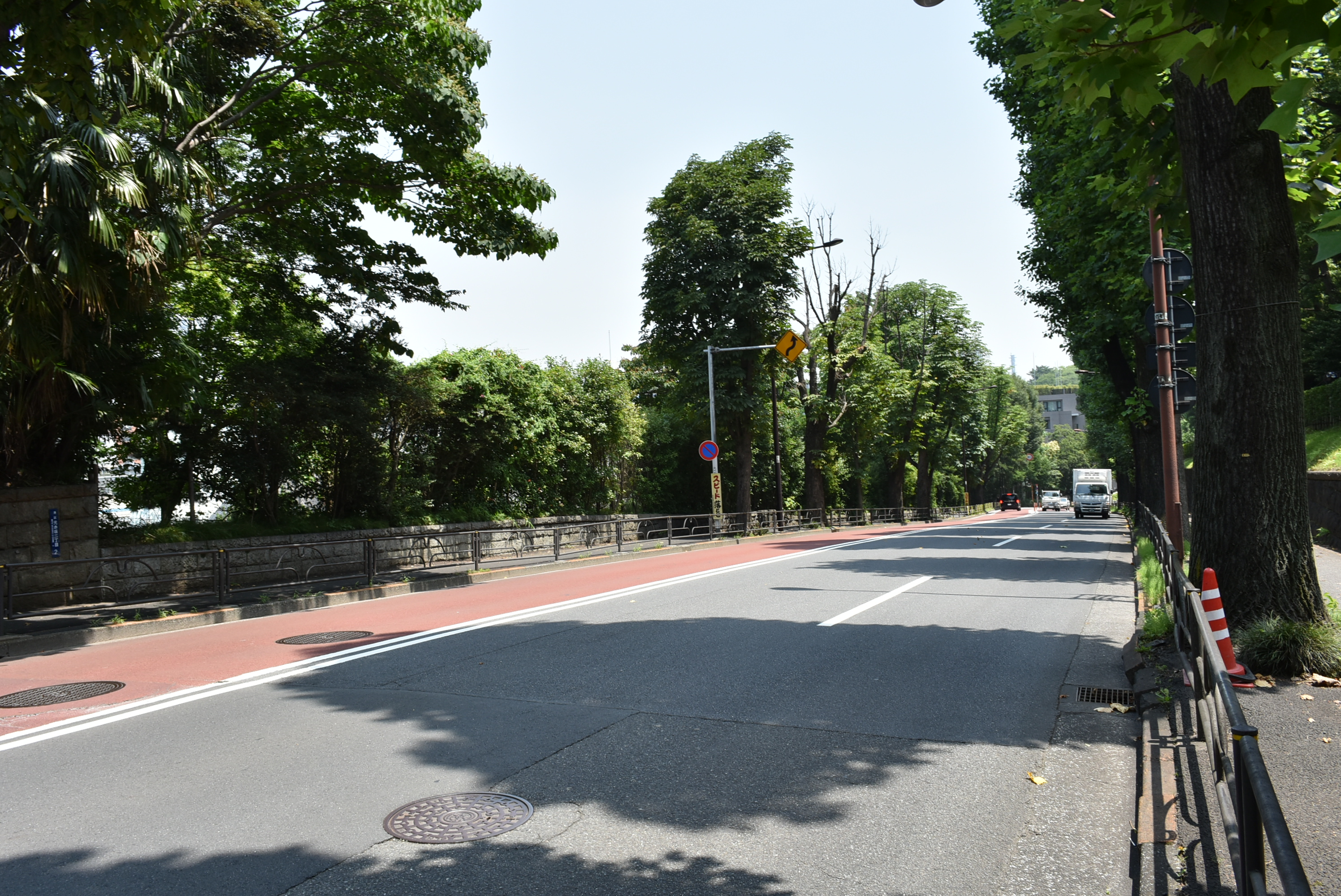
四谷見附方面を見る（2018年6月26日撮影）
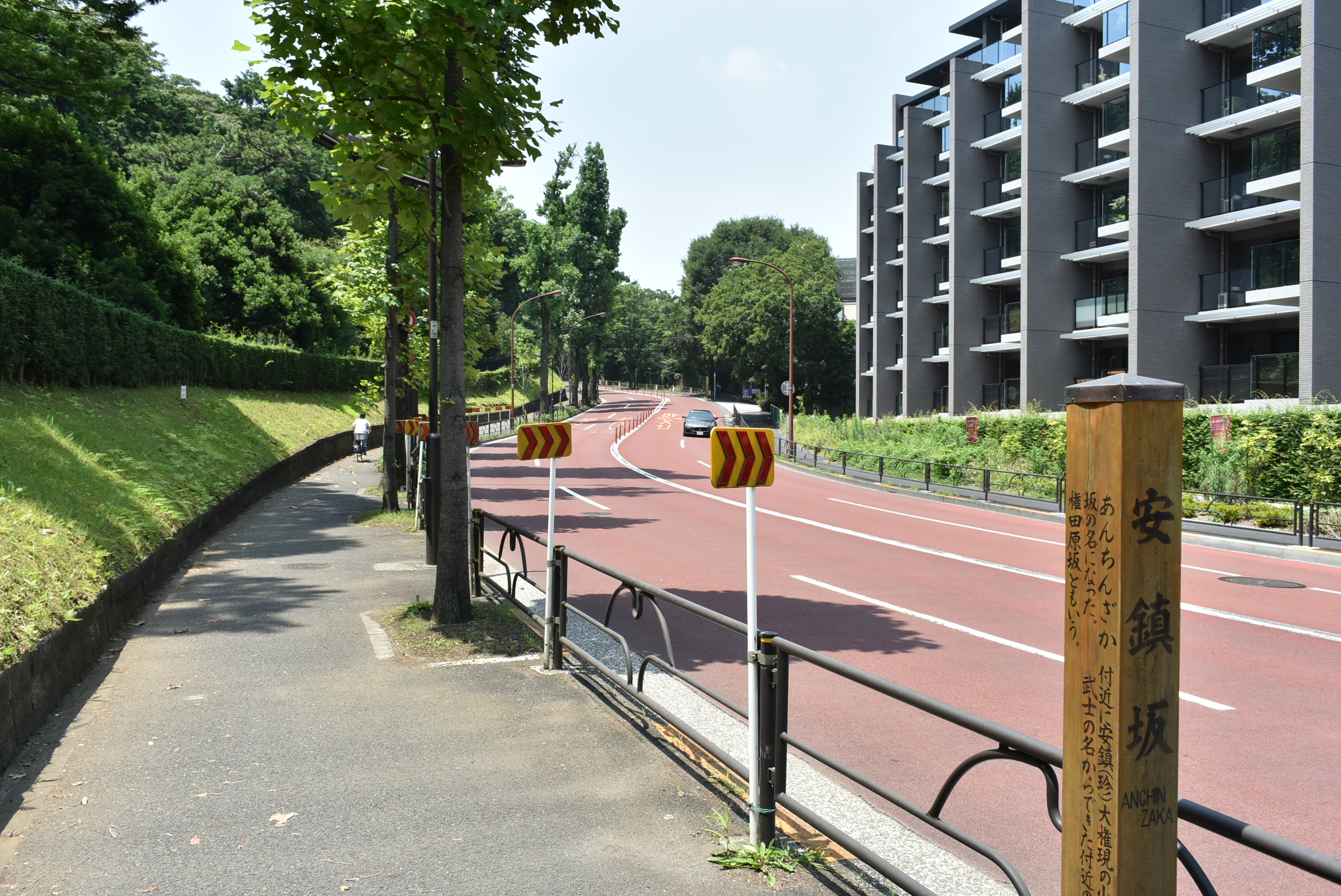
権田原方面を見る（2018年6月26日撮影）
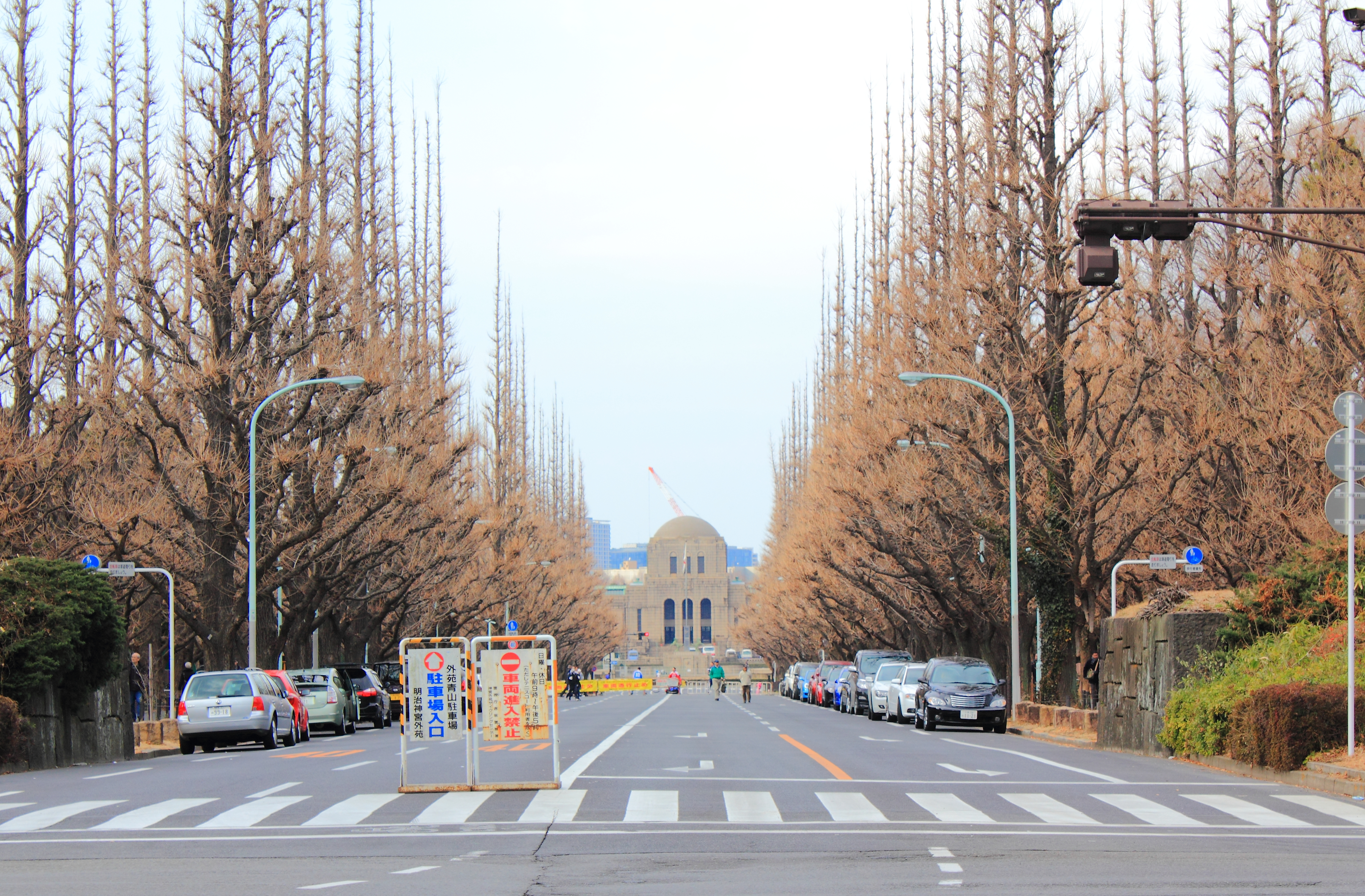
神宮外苑銀杏並木（港区内）
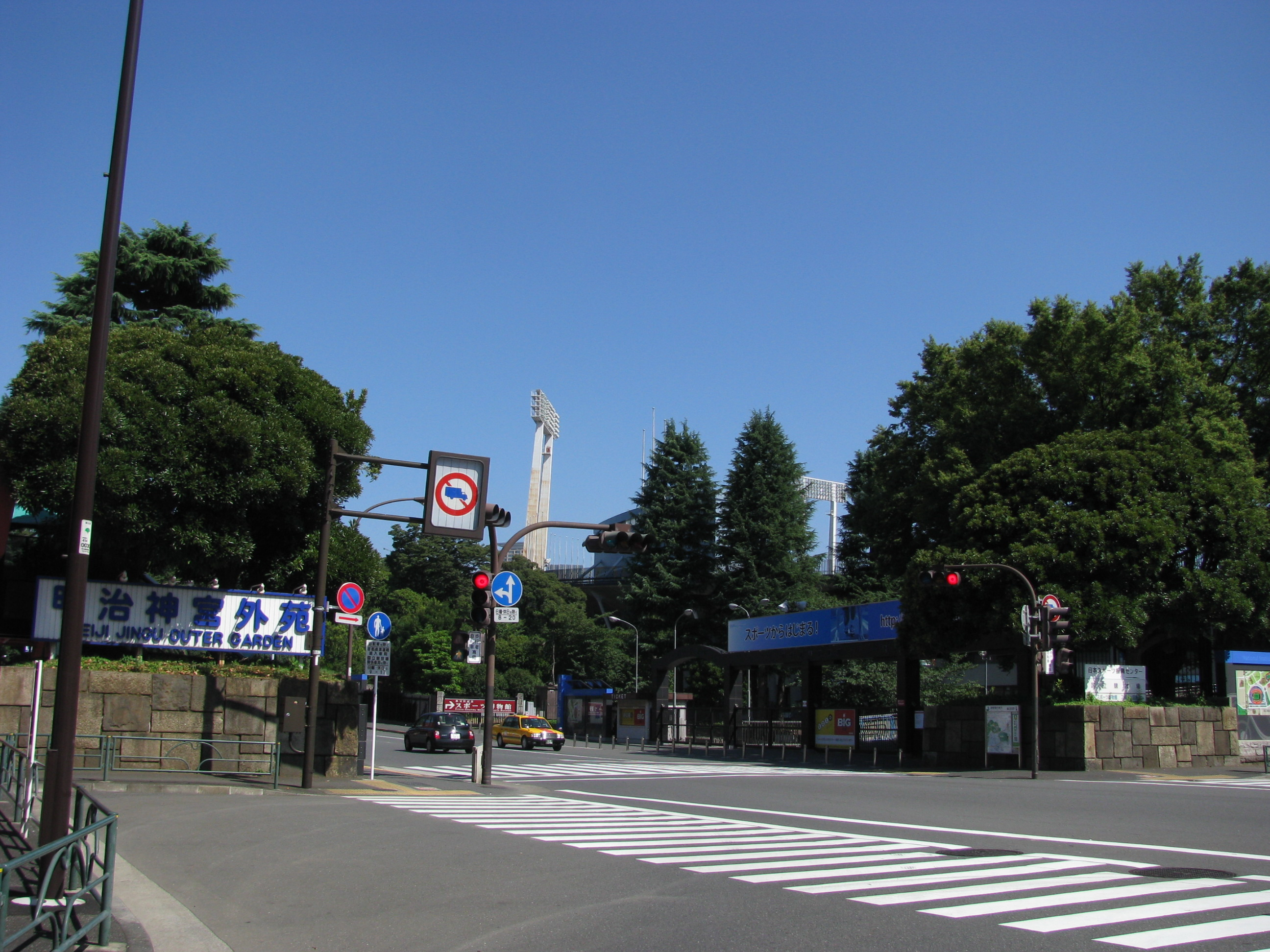
神宮外苑千駄ヶ谷門（新宿区内）
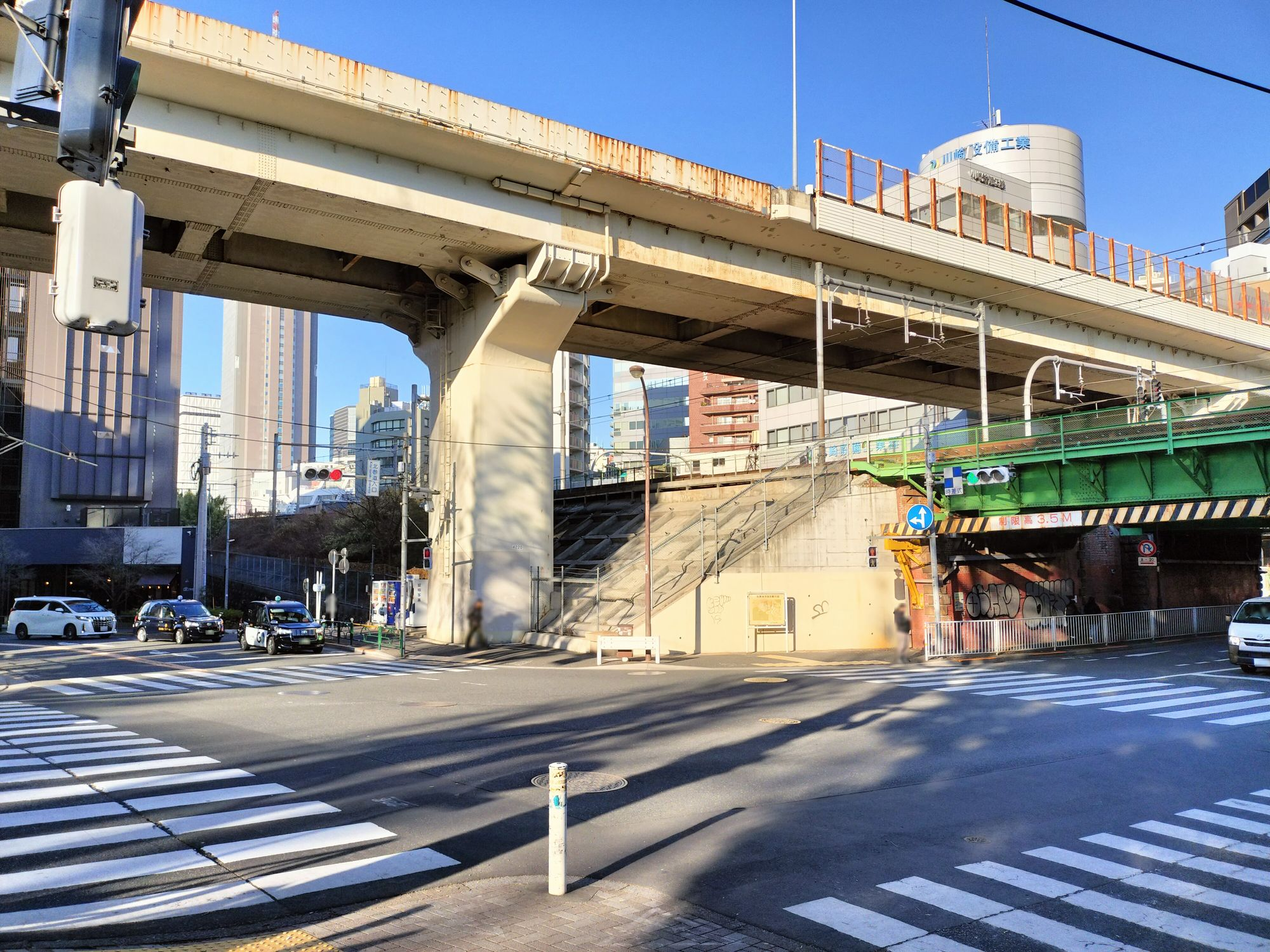
北参道入口交差点
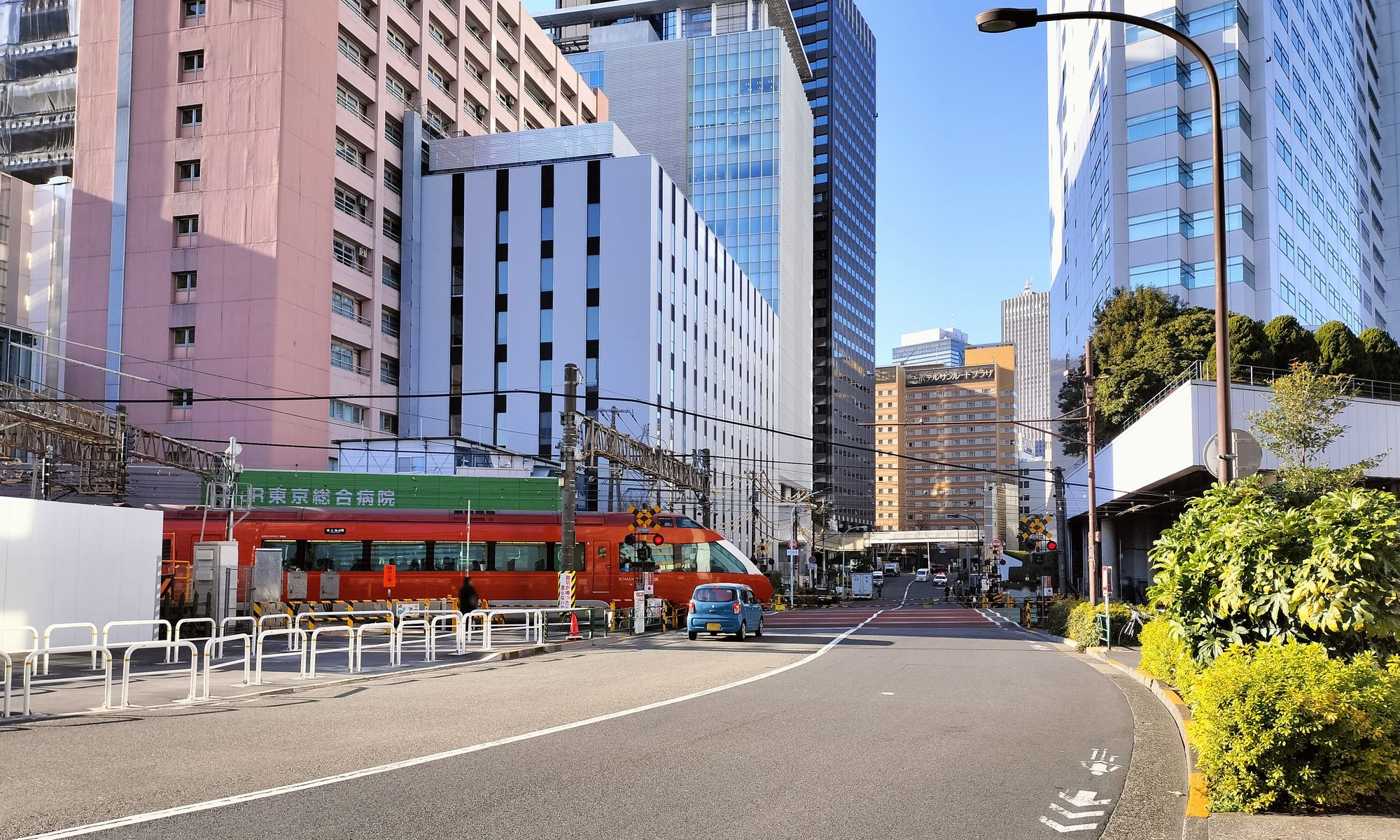
小田急線の新宿第一踏切
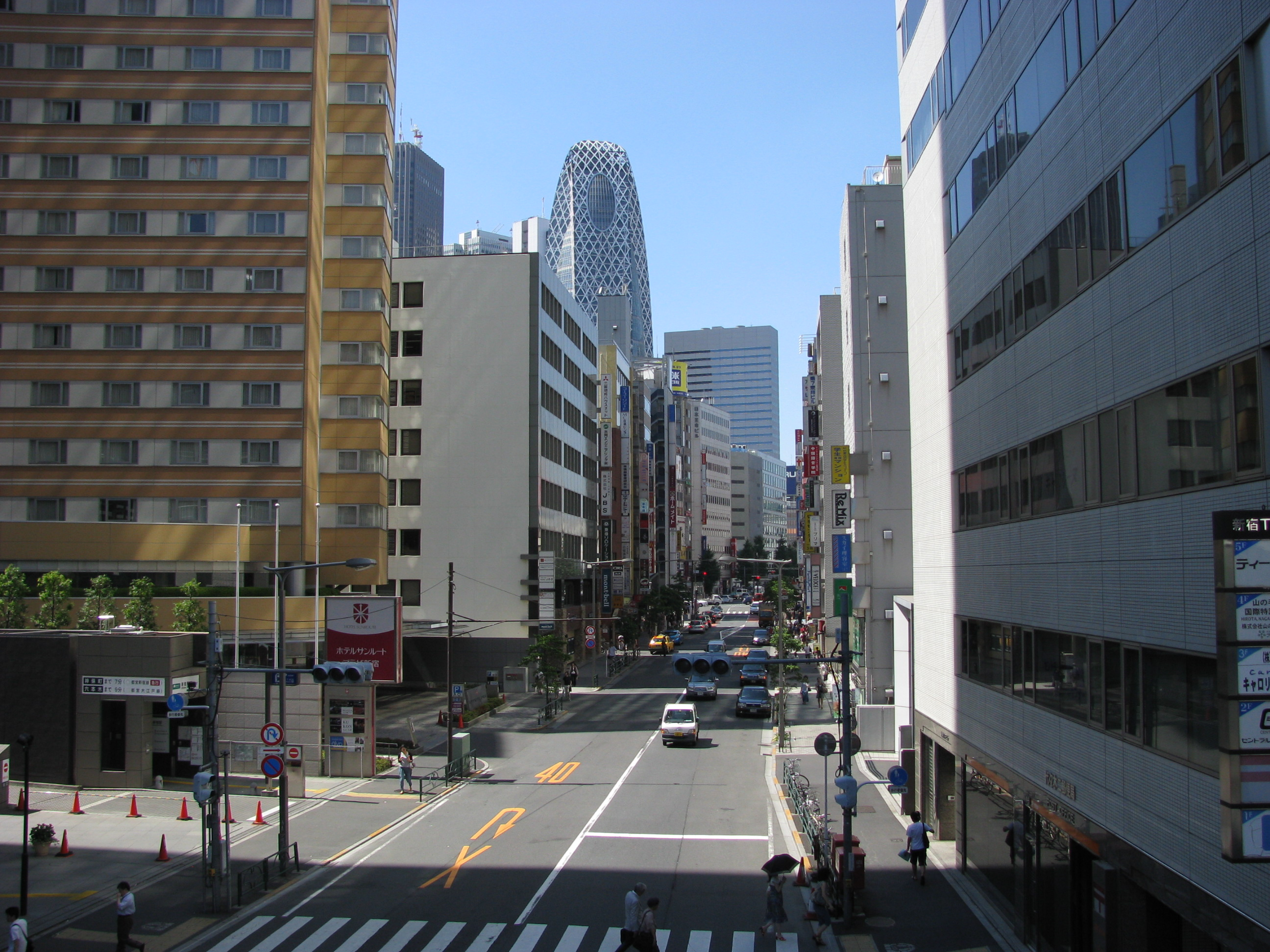
渋谷区代々木付近
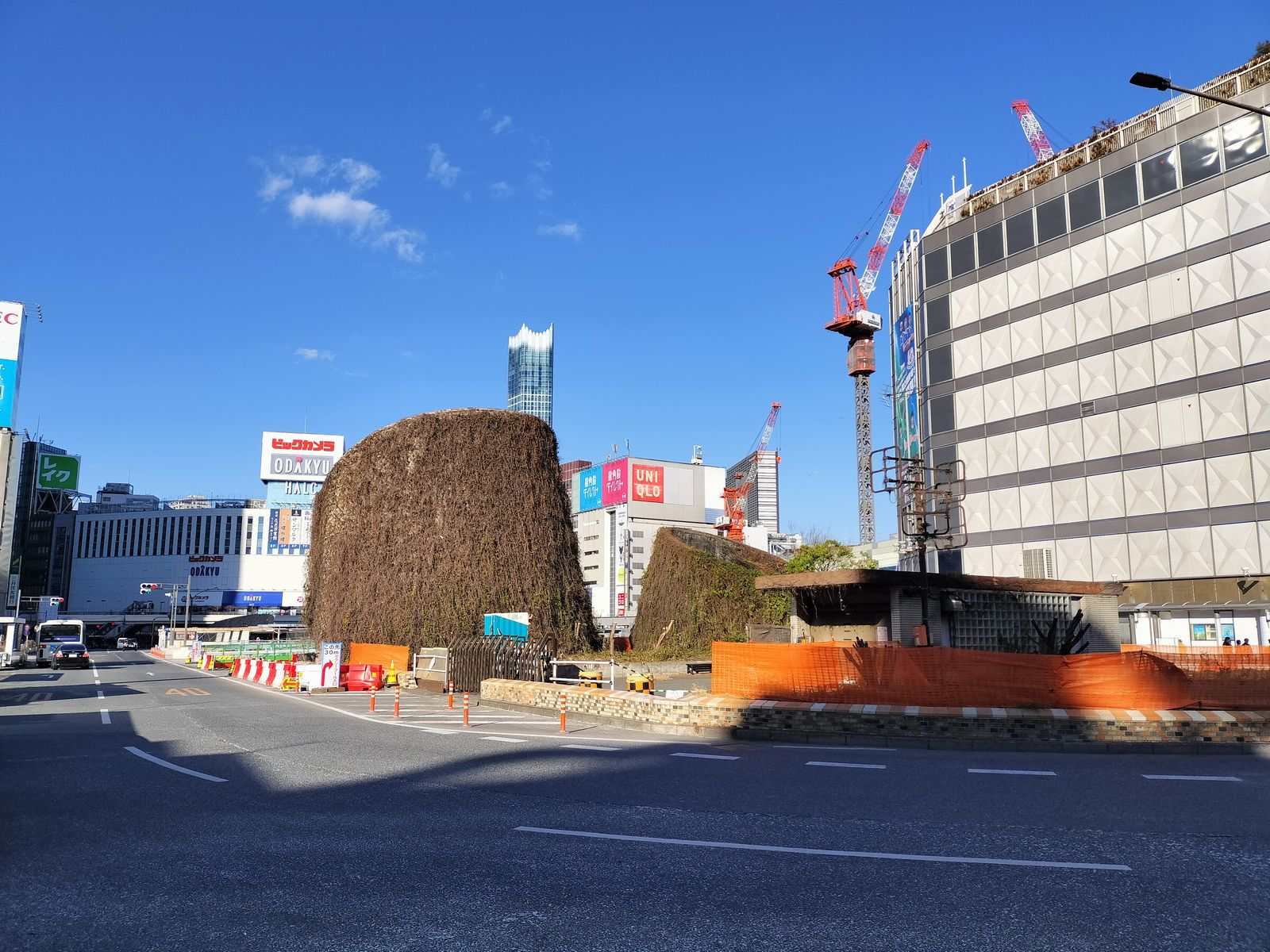
新宿駅西口（2024年2月）

## 周辺施設
- 四ツ谷駅
- 新宿区立四谷中学校
- 若葉東公園
- 学習院初等科
- 赤坂御用地
- みなみもと町公園
- 明治記念館
- 明治神宮外苑
- 明治神宮野球場
- 秩父宮ラグビー場
- 国立競技場
- 国立競技場駅
- 東京体育館
- 千駄ケ谷駅
- 国立能楽堂
- 代々木駅
- 小田急小田原線踏切：開かずの踏切の一つ
- JR東京総合病院
- 小田急サザンタワー
- 新宿駅